# Rizsszkaja metróállomás
A moszkvai metró Rizsszkaja állomása a 6-os számú, narancssárga színnel jelzett Kaluzsszko-Rizsszkaja nevű vonalon helyezkedik el a Mescsanszkij kerületben, a főváros északkeleti közigazgatási körzetében. Szomszédos állomásai a Proszpekt Mira és az Alekszejevszkaja. Nevét a közelben levő Rigai pályaudvarról kapta, Artūrs Reinfelds és  Vaidelotis Apsītis lett építészek tervezték.

## A 2004-es terrortámadás
2004. augusztus 31-én csecsen szeparatisták nem sokkal este nyolc óra után bombát robbantottak, ezzel tíz ember halálát okozva és további ötvenet, közülük harmincat súlyosan megsebesítettek. Az öngyilkos merényletet eredetileg Roza Nagajeva hajtotta volna végre, de végül a másnap kezdődő beszlani túszdrámában vett részt.